# Charles Cobb
Charles Wiggins Cobb (17 settembre 1875 – 2 marzo 1949) è stato un matematico ed economista statunitense.
Viene ricordato per lo sviluppo della funzione di produzione Cobb-Douglas in economia, studiata in cooperazione con l'economista Paul H. Douglas. Nel 1928 Charles Cobb e Paul Douglas pubblicarono uno studio in cui modellarono la crescita dell'economia americana nel periodo 1899-1922. Hanno preso in considerazione una visione semplificata dell'economia in cui la produzione è determinata dalla quantità di lavoro impiegata e dalla quantità di capitale impiegato. Sebbene siano molti altri i fattori che influenzano le performance economiche, il loro modello si è dimostrato straordinariamente accurato.